# 北美北極

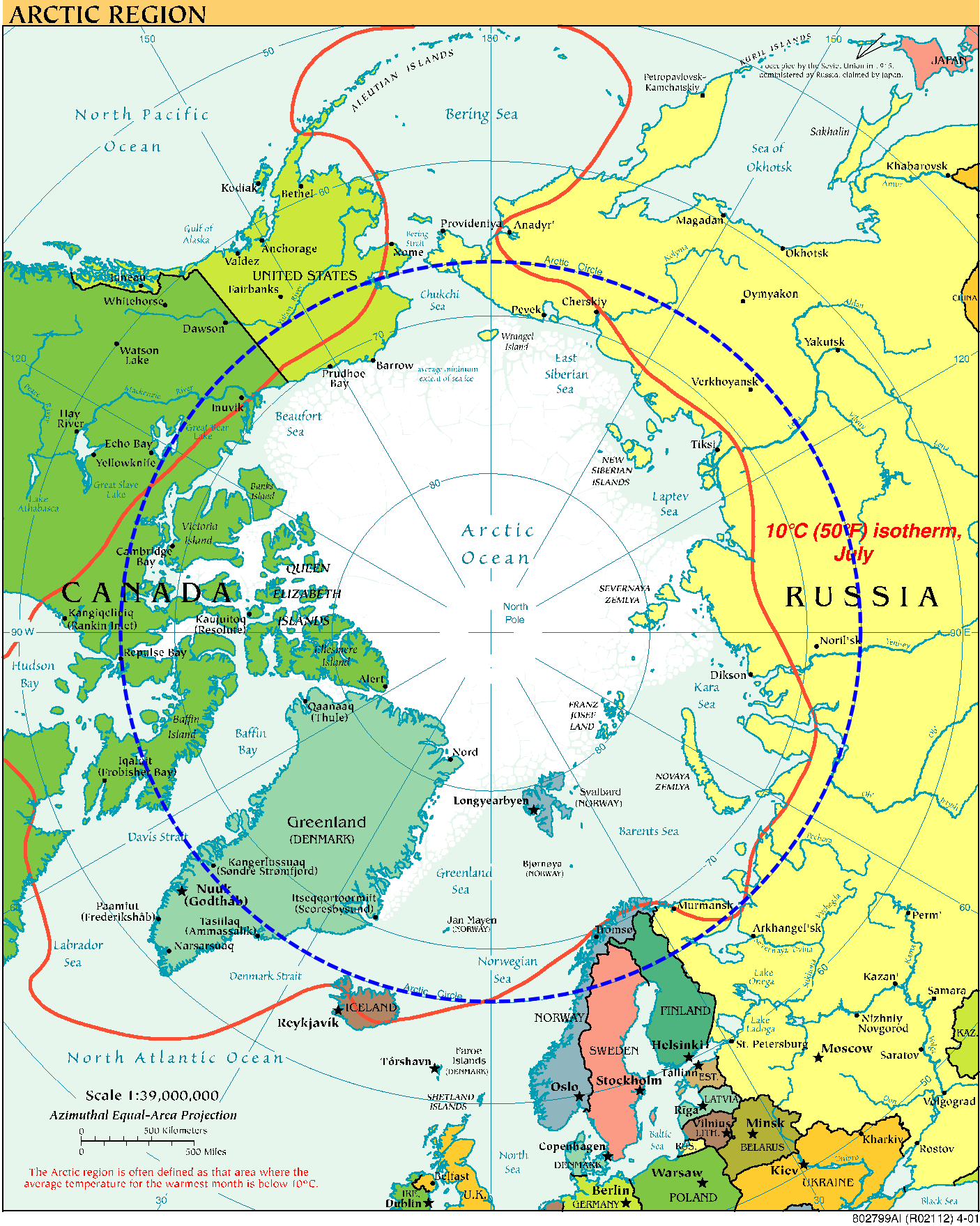
北極圈地圖及七月等溫線。北美北極位於上圖左側。

北美北極由阿拉斯加極地、北加拿大及格陵蘭所構成。主要水域為北冰洋、哈德森灣、阿拉斯加灣和北大西洋。顧名思義，北美北極坐落於北極圈內，也就是地球的最北端。西以蘇厄德半島與白令海峽為界；南以北緯66度33分為界，約為極晝和極夜之邊界。
北極區由七月等溫線10 °C（50 °F）所包圍而成。最北的林木線大致與之相匹。由於位在極區，氣候全年寒冷。這裡有凍原、北極植被、冰川及大部分時候覆蓋著的冰。
這裡是許多動植物的棲息地。在嚴峻的氣候條件之下，此處的動植物群必須適應生存；在極端氣候之外永凍土和很短的生長季使喬木難以生存。自其他土地遷徙而來的原住民亦需適應其嚴苛環境， 而族群人口也難逃減少。
全球暖化嚴重影響當地。伴隨著海平面上升及氣溫升高物種的變化燎如觀火；海洋生態系統籠罩在海冰特性變化下日益增加的壓力之下。氣候變遷也影響著生活或工作面臨自然環境改變的人們。

## 地理
北美北極地理區域由大片陸地組成及水域所構成。該地區是地球上地形相對平坦的部分。由於該地區位於地球的最北端，因此冬季太陽可能只會在地平線上方出現幾個小時，而在夏季會出現更長的時間。

## 陸地
構成北美北極地區的主要陸地由西到東依序為：
| 名稱                      | 國家   |
| ------------------------- | ------ |
| 阿拉斯加                  | 美國   |
| 育空、 西北地區、努納武特 | 加拿大 |
| 格陵蘭                    | 丹麥   |

### 阿拉斯加
阿拉斯加有著一望無際的平原和低地。在阿拉斯加的北海岸，從11月中旬至2月底視為期67天的永夜；與之相對，5月上旬開始為期84天的永晝直到7月。

### 北加拿大
屬於北極的北加拿大佔國土的四分之一，也就是1.6 × 106平方（0.62 × 106平方英里）。而人口密度最世界上最地的地區之一，約為每100平方公里1人。它由世界上最難以棲息的地區組成 ；但卻是大群馴鹿的家園。這裡包含了遼闊的冰原、高山冰川、山峰、碎石、池塘、湖泊和U形谷。該地區生長著大約140種維管束植物和600種苔蘚和地衣、約20種哺乳動物和80種鳥類。

### 格陵蘭
格陵蘭被認為是北美北極的高山地區。該地區生長的植被大多局限於約佔總面積的14%的沿海無冰邊緣。北部較寒冷的沿海地區植物貧乏，而西南地區和南方內陸地區植物群豐富。

## 水域
北美北極由以下一些主要水體組成：
- 北冰洋
- 哈德森灣
- 阿拉斯加灣
- 北大西洋

## 氣候
北美北極的氣候特色是全年寒冷。由於地球傾斜及其極地位置，強風與劇烈季節性波動的日照時長是家常便飯。 一年中，氣溫變化範圍很大，冬季平均最低氣溫約為 −38 °C（−36 °F），夏季平均最高氣溫約為10 °C（50 °F）。 最熱的月份是七月，最冷的月份是一月。冬天有漫長的黑夜，而夏天則日不落。 該地區部分地區一年中大部分時間被冰覆蓋，全年任何月份都會下雪，年平均降水量為250 mm（9.8英寸）。

## 野生動植物
許多野生動物已經適應該地區極端的條件，而居住於此，包括諸如北極熊、麝牛等大型哺乳動物也包括小型鳥類和各類植物 至於海洋生物則有海象、海豹、魚類和微生物如海藻與浮游生物。 許多湖泊和河流是北極紅點鮭和湖鱒等魚類的棲所。

### 植物
北美北極地區的植被景觀主要包括苔原、寒漠和極地半荒漠以及沿海鹽沼和草原。 植物必須嘗試在惡劣的環境中生長，夏季持續光照，全年低溫、乾燥的風、大雪和冰凍的地面和土壤。 土壤的凍融會影響植被，因為它會形成圓形、網狀和石紋等圖案地面。 由於缺乏養分，植物多樣性和物種數量都相對較少。 有證據表明該地區的物種多樣性與氣溫升高密切相關。
由於永久凍土、生長季節短、黑暗而漫長的冬季、強風和極度寒冷，該地區幾乎沒有樹木，只有苔蘚和地衣等植被能夠生存。 能在這種環境中成功生存的植物種類並不多，而成功生存的植物往往體型較小，季節性生命週期也較短，除了藻類。據觀察，藻類具有全年生存的能力。 儘管年降水量極低，但這裡有眾多的湖泊、池塘和濕地，能夠支撐相對茂盛的植被。 植物生長週期通常從春季開始，在七月期間出現主要生長，八月底冬季即將到來時結束該週期。
適應該地區氣候的植物由於具有節水能力，因此能夠在夏季最佳生長條件的短時間內快速生長。植物藉由近地生長和密集叢生來躲避強風和寒冷。植物適應的方式亦包括減少表面積以減少水分蒸發，垂直的葉子以幫助接收更多的陽光，蠟質的葉子以保持水分，以及抗凍使其能在冰凍條件下繼續進行光合作用。

### 動物
與地球較溫暖的地區相比，北美北極地區的動物種類較少，但數量眾多。動物群或因條件允可以冬眠；或由於缺乏庇護而無法冬眠，而必須保持活躍。這也是為什麼沒有爬行動物，只有少量兩棲動物的原因。儘管數量正在減少，但該地區是一些海洋生物的家園，例如不同種類的鯨魚和海豹。該地區養育了大量的候鳥，這些候鳥在夏季遷徙到該地區進行繁殖和覓食。由於夏季冰融化並變成池塘，生態系統中也出現了包括飛蛾和蚊子在內的昆蟲。
一些動物會保存熱量來適應該地區的氣候條件，許多物種覆蓋著厚重的毛皮及皮下脂肪，而另一些動物則形成了緊湊的體型，與其他物種的相比，它們的特點是腿和尾巴較短，耳朵也較小。許多動物的腳上都有堅硬的皮毛，可以在腳墊和腳趾之間形成屏障，而雪可以讓它們更輕鬆地行走。儘管幾乎被凍結，一些昆蟲仍然可以透過進入休眠狀態並讓其天然存在的抗凍劑樣化合物發揮作用來生存。然而，最常見的應對策略是季節性遷徙，尋找更適合過冬的棲息地，這在鳥類中很常見。
動物在成功繁殖方面擁有一個短暫的機會窗口，其幼獸的誕生必須與獵物的豐富期相符，否則食物鏈將被打亂。適應良好的物種通常傾向於主宰食物鏈。

## 人類
該地區人口稀少，當地人被認為是冰河時期後從中亞向北遷徙的人們的後裔。其中包括因紐特人、尤皮克人、阿留申人、阿薩巴斯卡人和因紐皮雅特人。在北美北極地區生活了數千年之後，他們形成了獨特的傳統，以適應極端的氣候條件，例如在一年中的特定時間狩獵動物和捕魚，以及在夏季採集和保存植物，為未來的冬天生活做好準備。他們用獸皮、鹿角、牙齒、角和骨頭建造帳篷、衣服、工具和武器。
由於西方文化的影響，原住民現在約佔阿拉斯加人口的16%，而他們現在住在木屋裡，購買衣服和食物.氣候變化還影響了傳統的生活方式，這種生活方式對於大多數人來說已經不復存在了，因為冰融化影響了狩獵和捕魚。 一些社區正面臨海岸侵蝕的威脅，這已經迫使其他社區搬遷。

## 氣候變遷
氣候變遷，也就是溫室效應下的影響，是當大氣中的某些氣體阻止熱量逸出時發生的變暖。 與其他地區相比，北美北極地區特別容易受到氣候變化的影響。 氣候變化導致該地區氣溫上升、極端天氣事件、野生動物種群和棲息地變化以及海冰融化導致海平面上升。 2016年11月日平均氣溫是2.22 °C（36.00 °F）異於正常水平，海冰覆蓋面積也低於2012年11月創下的最低記錄。
冰原的形成時間延後、分離時間提早，並且年齡、厚度分布和區域覆蓋範圍迅速減少。 在南波佛特海的冰層分離比1964年至1974年期間提早了7週。氣候變化導致冰層損失的一個例子是影響比佛特海和楚科奇海海冰的第13個極端北極風暴。2012年，一個氣旋在西伯利亞形成，並在加拿大北極群島結束，這期間大型波浪生成、海洋上升流和機械作用影響了海洋及其覆蓋的冰層。
隨著解凍的永久凍土中微生物生產增加，大氣中的二氧化碳和甲烷s濃度可能會上升。氣候變化將對植物物種產生顯著影響，使灌木增加，從而破壞區域植被，並減少某些植物物種。這也導致了動物的存活率下降，對生態系統造成了嚴重壓力。
該地區的氣候變化引起了全球關注，人們對減少影響產生了濃厚的興趣。因為對北美北極的影響會連帶影響世界其他地區，包括全球海平面上升。海平面上升是一個關鍵問題，因為該地區在大西洋和太平洋的對流中發揮著重要作用，而融化的海冰對全球變暖的加速和溫室氣體進入大氣層的增加產生了影響。

## 畫廊

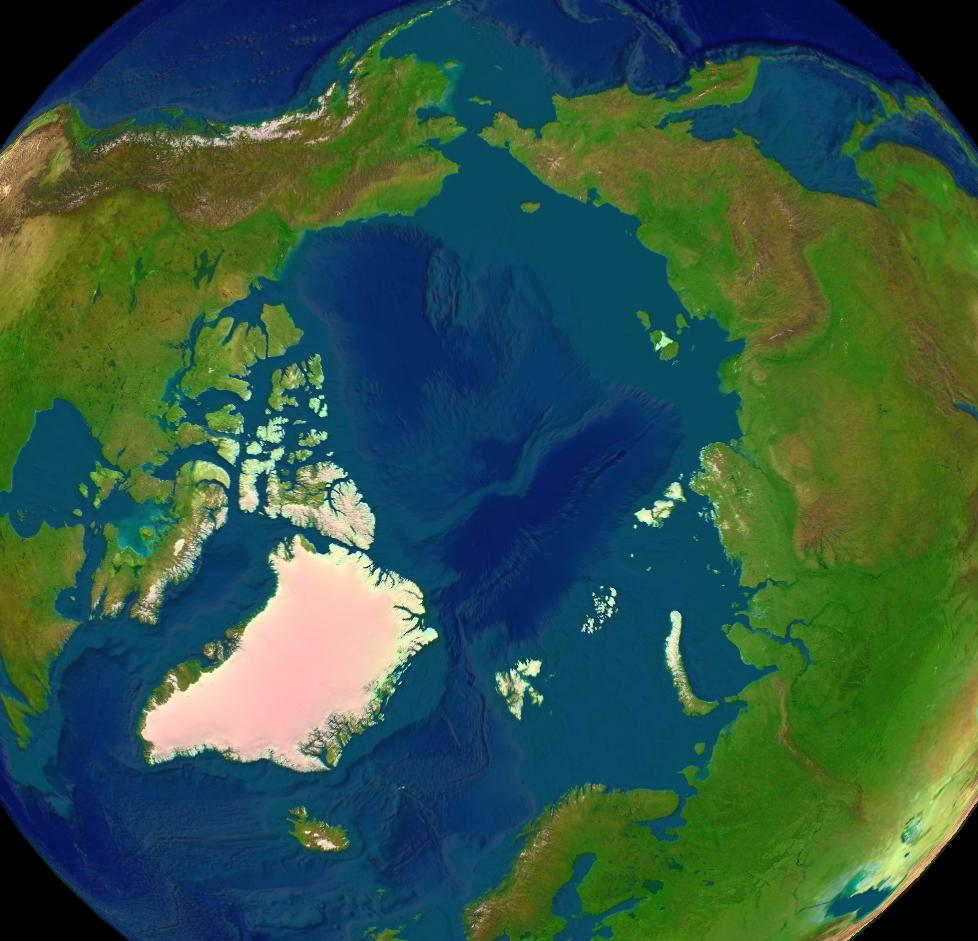
北極地區人工彩色地形圖
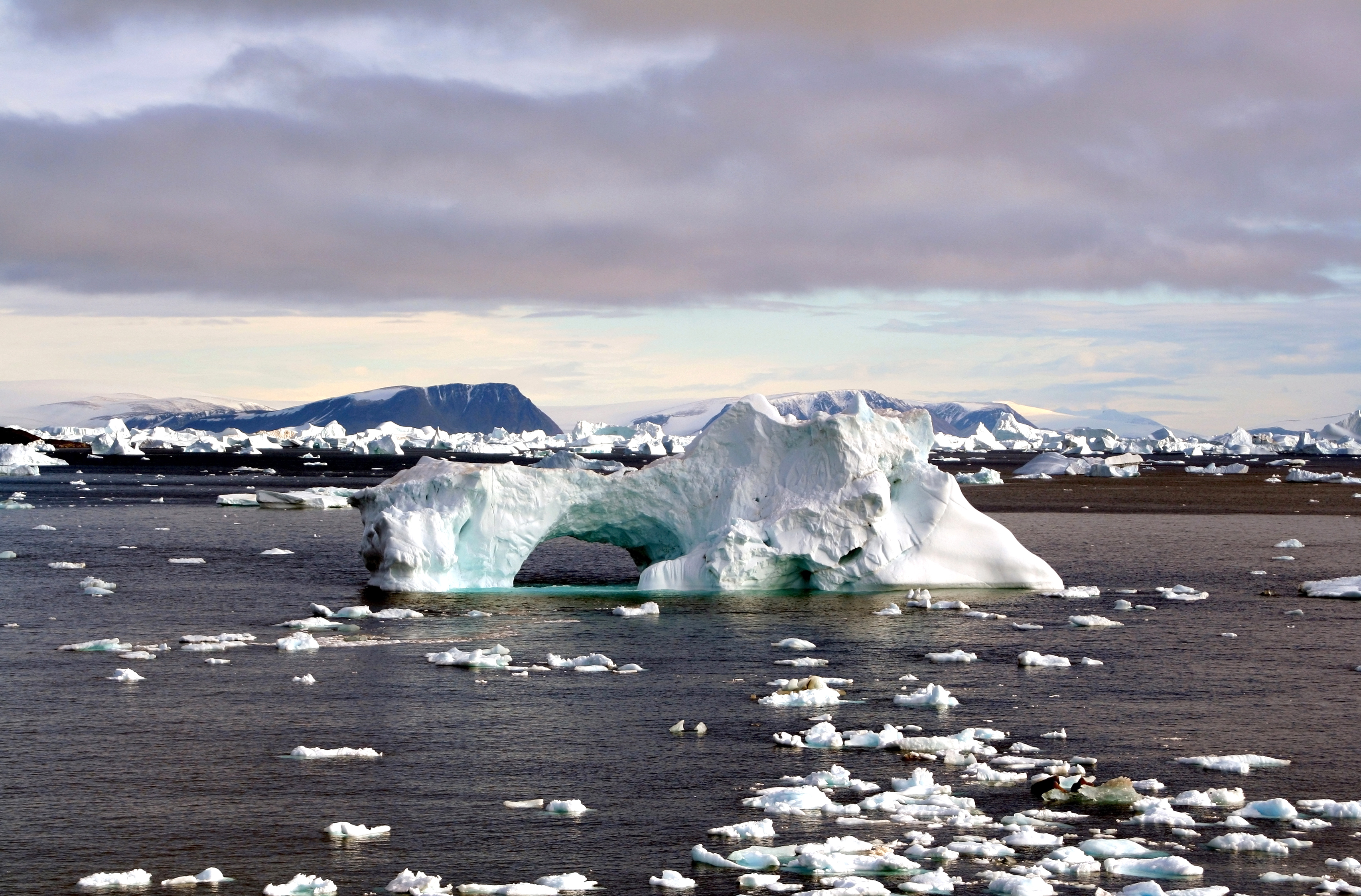
格陵蘭島約克角的冰山

## 外部連結
- Arctic Institute of North America website （页面存档备份，存于）